# Marc Janko
Marc Janko (nacido el 25 de junio de 1983 en Viena) es un futbolista austriaco. Juega de delantero y su equipo actual es el FC Lugano de la Super Liga de Suiza.
Es el hijo de Eva Janko, que ganó una medalla de bronce en lanzamiento de jabalina en las Olimpiadas 1968 de Ciudad de México.

## Carrera
Marc Janko es un delantero centro destacable por su altura y olfato goleador. Comenzó su carrera en el club Admira Wacker de la ciudad de Mödling, Austria. Después de algunos años de aciertos goleadores llegó al Red Bull Salzburgo. Se trataba de uno de los jugadores más importantes para el equipo y al final de la temporada 2005 había marcado 11 goles en 10 partidos.
Janko comenzó la temporada 2008-09 de gran manera, anotando 5 tantos en los 2 primeros partidos. El 16 de noviembre, Janko se convirtió en el máximo goleador en una misma temporada para el Red Bull de Salzburgo. Sus 25 goles en menos en media temporada superaron el anterior récord de 23 goles durante la temporada 1990/1991 que ostentaba Oliver Bierhoff. Janko siguió su racha de  goles marcando cuatro contra el Altach. El 6 de diciembre de 2008, sobrepasó a Toni Polster como máximo goleador en media temporada habiendo marcado 30 goles en 20 encuentros. Ha logrado 5 "hat-trick" esta temporada de liga, incluyendo cuatro goles entrando como sustituto en la segunda mitad contra el Altach SCR (el Red Bull de Salzburgo ganó el partido 4-3 gracias a sus goles). En total anotó el impresionante número de 30 goles (además de 9 asistencias) en sólo 34 partidos con el RB Salzburgo, club que se acabó alzando con el título de liga.
El 28 de agosto de 2012, el Trabzonspor de la Superliga de Turquía certifica su incorporación para las siguientes tres temporadas.
El 31 de julio de 2014 firma contrato con el Sydney de Australia, donde Janko afirma que "no he venido aquí de vacaciones".

El 1 de julio de 2015 fue fichado por el Basel de Suiza.
Tras dos temporadas exitosas en el Basel en donde jugó 44 partidos y marcó 29 goles fichó por el Sparta Praga de República Checa.

## Clubes
| Club               | País            | Año         | Partidos | Goles |
| ------------------ | --------------- | ----------- | -------- | ----- |
| Admira Wacker      | Austria         | 2004 - 2005 | 13       | 2     |
| Red Bull Salzburgo | Austria         | 2005 - 2010 | 126      | 83    |
| Twente             | Países Bajos    | 2010 - 2012 | 69       | 35    |
| Porto              | Portugal        | 2012        | 12       | 5     |
| Trabzonspor        | Turquía         | 2012 - 2014 | 30       | 4     |
| Sydney             | Australia       | 2014 - 2015 | 24       | 16    |
| Basel              | Suiza           | 2015 - 2017 | 66       | 34    |
| Sparta Praga       | República Checa | 2017 - 2018 | 8        | 2     |
| FC Lugano          | Suiza           | 2018        |          |       |

## Selección nacional
Hizo su estreno para la selección austriaca en mayo de 2006 en un partido amistoso contra Croacia, además de jugar el partido ganado en octubre de ese mismo año ante Liechtenstein.

## Palmarés

### Campeonatos nacionales
| Título     | Club               | País    | Año  |
| ---------- | ------------------ | ------- | ---- |
| Bundesliga | Red Bull Salzburgo | Austria | 2007 |
| Bundesliga | Red Bull Salzburgo | Austria | 2009 |

### Distinciones individuales
| Distinción                                  | Año  |
| ------------------------------------------- | ---- |
| Máximo goleador de la Bundesliga (39 goles) | 2009 |
| Máximo goleador de la A-League (16 goles)   | 2015 |